# Aeluroidea
— non classé —
Les Aeluroidea sont un clade de carnivores féliformes qui sont, ou étaient, endémiques en Amérique du Nord, Amérique du Sud, en Afrique et en Asie. Ils sont apparus pendant l'Oligocène, il y a environ 33,3 millions d'années.

## Liste des sous-familles, genres et familles
Selon Paleobiology Database (23 mars 2020) :
- genre Anictis
- famille Felidae
- genre Haplogale
- famille Herpestidae
- genre Herpestides
- famille Hyaenidae
- genre Nandinia
- genre Palaeoprionodon
- genre Shandgolictis
- sous-famille Stenoplesictinae
- genre Stenoplesictis
- famille Viverridae